# 義勇兵
義勇兵（ぎゆうへい、英: military volunteer）は、正規軍に所属せず、金銭的見返りを求めずに自発的に戦闘に参加した戦闘員を指す。

## 概要
ハーグ陸戦条約などの戦時国際法によって一定条件を満たせば交戦者の資格を認められ、捕虜になった場合などに正規兵と同様の保護を受ける事が出来る。
正規軍に属する志願兵や政府の関与で組織される補助的な軍事組織としての民兵や金銭的な見返りを求める傭兵とは区別されるが、これらもしばしば士気を鼓舞する目的などで「義勇兵」と称される場合がある。
なお、他国の紛争に表立って介入できない国が、正規軍の一部を「義勇兵」と称して派遣することもある。また、義勇兵のみで、或いは義勇兵を中心にして組織される軍隊・部隊は「義勇軍」と称される。これについても、名目と実態とが一致しない場合がある。

## 義勇兵が多く参加した戦争

### ロシア内戦
ロシアには元来「義勇」の軍をよしとする風潮があった。そのため、1917年のロシア革命後に発生したロシア内戦や関連する戦争・紛争は、多くの軍人・市民が「義勇兵」として軍隊に参加した。
「義勇兵」の参加でもっともよく知られているのは白軍で、最大の白軍組織はまさに義勇軍を名乗っていた。対する赤軍も事実上は義勇軍的な組織であった。
独立したウクライナ人民共和国は軍隊を保有したが正規軍は戦闘に参加せず、ウクライナ・コサック、市民、旧ロシア帝国軍人らが義勇軍を組織し共和国の維持に貢献した。特に義勇キエフ大学学生連隊が侵攻した赤軍と戦って全滅したクルートィの戦いは有名で、ソビエト連邦の崩壊後は現地で大々的に追悼行事が開催されるようになっており、ウクライナの大統領も公式に参列している。
この時期の義勇軍組織に参加した著名人としては、白軍に参加しのちに『白衛軍』を物したミハイル・ブルガーコフや、赤軍に参加しのちに『騎兵隊』を物したイサーク・バーベリが知られる。

### スペイン内戦
スペイン内戦(1936年～1939年)では、人民戦線軍と反乱軍の双方に多くの義勇兵が参戦した。特に人民戦線側の「国際旅団」は多くの文化人が参加したために有名で、アーネスト・ヘミングウェイ（『誰がために鐘は鳴る』）やアンドレ・マルロー（『希望』）、ジョージ・オーウェル（『1984年』『カタロニア讃歌』）などがいた。いずれもその体験をモチーフにした作品を残している。
アイルランドは同国政府がスペイン内戦への介入を慎重に避けたのに対し、民間レベルでは双方に協力者が現われた。フランコ側には「グリーンシャツ」と呼ばれる同国のファシズム団体が参加し、人民戦線側にはマイケル・オリオーダンなど元アイルランド共和軍の左派活動家が参加している。
このほかに有名なものとして「コンドル軍団」があるが、実態はドイツの正規軍部隊で名目的な義勇兵・義勇軍だった。ポルトガルが同様に「義勇兵」をフランコ側に送り込み、メキシコは人民戦線側に送り込んでいる。

### 冬戦争
フィンランド・ソビエト連邦間で発生した冬戦争(1939年)では、フィンランド側に多くの義勇兵が参加した。特にスウェーデンは正規軍の派遣要請は拒絶しながらも、多くの義勇兵を送り出し、中には名目的な義勇軍としての正規軍将兵も含まれていた。

### 独ソ戦
ドイツ・ソビエト連邦間で発生した独ソ戦では、スペインの「青師団」や、ヴィシー・フランスの「反ボルシェヴィズム・フランス人義勇軍団」を始めとするヨーロッパ各国の反共主義の若者がドイツ陣営に参加し、共産主義と戦った。志願者の多くはナチスドイツの武装親衛隊として戦った。

### 東南アジアでの独立戦争
第二次世界大戦直後、当時植民地化されていたインドネシアやベトナムで発生した独立戦争では、残留日本兵やインド人が、独立運動側に義勇兵として参加した。当時、日本軍や英印軍の方針としては原則として中立を保ち、場合によっては宗主国側に立って戦闘行動を行うこともあった。したがって、独立運動組織への武器提供なども禁じられていたが、一部の日本兵やインド人は武器を携えたまま脱走して義勇兵と化した。インドネシア独立戦争に参加した残留日本兵は3000人、インド人は600人に及ぶといわれる。

### アフガニスタン内戦
ソ連軍のアフガニスタン侵攻（1979年～1989年）の際には、多くのムスリム志願兵がムジャーヒディーンの一員としてイスラム側に参加した。20カ国以上から約20万人が参加したとも言われる。

### その他
- ボスニア紛争：ムスリム志願兵がボシュニャク人陣営に参加した。
- クロアチア独立戦争時、クロアチア側において多数の「民間人」のドイツ人が軍事的サポートをしていたといわれる。
- ミャンマーのカレン族闘争。
- ミャンマー内戦におけるシャン州、ワ州、カチン州での戦闘：1960年代に多数の紅衛兵がビルマ共産党側に流入したといわれる。一部の紅衛兵はミャンマー軍に捕えられ、マスコミにセンセーショナルに報じられる事もあった。
- 2022年ロシアのウクライナ侵攻：ウクライナが領土防衛部隊外国人軍団を募集した。本件に関連して日本の第208回国会で日本人義勇兵についての日本政府の見解を問う質問とその答弁が行われている[1][2]。

## 名目上の義勇兵
- コンドル軍団 - スペイン内戦でドイツが派遣。なお、サラザール政権であったポルトガルも小規模な「義勇兵」（実際には民兵）部隊をスペインに派遣している。
- フライング・タイガース - 日中戦争でアメリカが派遣。正規軍ではないが、政府の手厚い後援を受けた。
- 青師団 - 第二次世界大戦でスペインが枢軸国を支援するため派遣。正規軍部隊ではなく、ドイツ軍指揮下で師団に編成された。
- ベトナム戦争時、ジョン・F・ケネディ政権時に「軍事顧問団」としてアメリカ軍の正規軍が1万人規模で参戦。その後フィリピンは正規軍ではなく、「市民部隊」と称して衛生兵、警備兵、少数の砲兵を派遣した。
- 中国人民志願軍 - 朝鮮戦争で中華人民共和国が朝鮮半島に派遣したもので、志願軍(義勇兵)は中国本土への攻撃を避けるための名目にすぎず、実際には中国人民解放軍の正規部隊だった。
- 国民突撃隊 - 1944年9月25日の総統命令により本土防衛に備え設けられた16歳から60歳のドイツ国民から成る民間軍事組織。
- 国民義勇戦闘隊 - 1945年6月に成立した義勇兵役法により設立された日本の民兵組織。召集が強制され軍法が適用又は準用される為、義勇兵ではない。
- 沖縄防衛隊 - 沖縄戦において組織された防衛部隊。当初は自発的な組織であったが、1944年10月以降は17歳から45歳の県民男子大半が召集された。

## 義勇兵の帰還問題

### シリア内戦
2011年に始まったシリア内戦では、ISILおよび対抗するクルド人民防衛隊の双方に多数の外国人義勇兵が参加した。当初優勢であったISIL勢力であったが、退潮するに従い外国人義勇兵も徐々に見切りをつけて帰還し始める。
しかし、このタイミングで帰還者らが世界各地でテロを起こしたため、各国はシリア、イラクからの帰還者（帰還FTF）に対し、危険思想を持ち込む存在として拒絶反応を示し始めた。
フランスは、自国出身の戦闘員や家族について、イラクまたはシリアで法の裁きを受けるべきとして受け入れを拒否。アメリカは、同国のパスポートで出国してISILに参加した女性に対し、自国民ではないとして入国を拒否した事例もある。
また、クルド人勢力に拘束されたままの元外国人戦闘員も多数おり、2019年現在もなおイギリス、フランス、ドイツなどの出身者5000人以上が母国に引き取られるあてのないまま収容されている。